# Malik Montana
Malik Montana, pseudonimo di Mosa Ghawsi (Amburgo, 11 marzo 1989), è un rapper tedesco con cittadinanza polacca di origini afghane e greche.

## Biografia
Haram Masari (2016), album in studio d'esordio del rapper, è stato susseguito dagli LP Naaajak (2016) e Tijara (2018); quest'ultimo divenuto il suo primo ingresso nella top five della OLiS, esordendo al 2º posto.
Il quarto album Import/Export (2019) ha fatto l'ingresso in classifica al 3º posto, venendo successivamente certificato platino dalla Związek Producentów Audio-Video per le 30 000 unità equivalenti. Quattro anni più tardi è avvenuta la pubblicazione del suo LP più popolare, Adwokat diabla, numero 3 in classifica e diamante per le 150 000 unità totalizzate; il progetto ha prodotto il brano di successo Jetlag, anch'esso diamante e prima numero uno della Poland Songs di Billboard.
Nel gennaio 2024 è stato reso disponibile per il consumo il secondo EP Export/Import, classificatosi 8º.

## Discografia

### Album in studio
- 2016 – Haram Masari
- 2016 – Naaajak (con Diho)
- 2018 – Tijara
- 2019 – Import/Export
- 2023 – Adwokat diabla

### EP
- 2018 – 022 EP (con Dio Mudara)
- 2024 – Export/Import

### Singoli
- 2017 – 1wszy Nos
- 2017 – Powiedz co
- 2017 – Pelikan
- 2017 – Baby same przyjdą
- 2018 – Lessie wróć
- 2018 – Who You Mam
- 2018 – Tijara
- 2018 – Siatki z zakupami
- 2018 – Mieli
- 2018 – Botoks
- 2018 – Ke6z
- 2018 – Trajkotka
- 2018 – Dla rodziny
- 2018 – To nie żart
- 2018 – Wyrosłem na blokach (con Dio Mudara)
- 2018 – Shut Up (con Dio Mudara e 2's Day)
- 2019 – Robię yeah (feat. K Koke)
- 2019 – Jagodzianki (con Mr. Polska)
- 2019 – 750 (con Milonair e Bonez MC)
- 2019 – Łyżka
- 2019 – Pistolet (con Mr. Polska)
- 2019 – Mona Lisa
- 2019 – VvsNike (con Lil Toe)
- 2019 – Škorpion (feat. Haftbefehl)
- 2019 – Mitoman
- 2020 – Niedostępny (con DMN)
- 2020 – Banknoty (con Mr. Polska e Bizzey)
- 2020 – Rundki (feat. Diho, Alberto & Bibič)
- 2020 – In My Bones (con Ray Dalton)
- 2020 – Mordo wez (con LX)
- 2021 – Bratan (con Tovaritch)
- 2021 – Polityka (con Magiera e Kukon)
- 2021 – Kota (con Mr. Polska e Abel de Jong)
- 2021 – Skolko (con Jongmen)
- 2021 – Activa (con DaChoyce)
- 2021 – Glosy w glowie
- 2021 – Luci
- 2021 – Click Clack Bang (con Dosseh)
- 2021 – 3 telefony
- 2021 – Sukcesu cena (con Trobi)
- 2021 – W gore (con Sofiane)
- 2022 – Chodz (con Maxwell e Olek)
- 2022 – Jetlag (con DaChoyce)
- 2022 – Kurwas & Schaschlik (con Zino e Olexesh)
- 2022 – Biznesmeni z podwórka (con Kazior e Alberto)
- 2022 – Brudasy with Attitude (con Farid Bang)
- 2022 – Oh Well (con DJ Frodo e Stylo G)
- 2022 – Self Made (con Kazior)
- 2022 – Ratata (con 3robi e Srno)
- 2022 – LDS (con Alberto, Kazior e Pappaisjappa)
- 2022 – Wjazd
- 2022 – Do tanca (con Żabson)
- 2022 – Kosi kosi (con Kazior e Trobi)
- 2022 – By Any Means (con Orio e M Huncho)
- 2022 – Na raz (con Kazior e Srno)
- 2022 – Chandelier
- 2023 – Adwokat diabła intro
- 2023 – OMDB (con Szamz)
- 2023 – Cheese
- 2023 – Na jedna karte (con Quebonafide)
- 2023 – EK (con Milonair)
- 2023 – Rondo (con Asster)
- 2023 – Run It Up! (con NyoMii)
- 2023 – Nie ma sprawy (con Diho e Kaz Bałagane)
- 2023 – St. Tropez (con Pappaisjappa)
- 2023 – Cartier (con Alberto, Kronkel Dom e Josef Bratan)
- 2023 – Ostre pestki (con NLE Choppa)
- 2023 – Gaz i benzyna (con Diho, Francuz Mordo, Kazar, Nate, Kazior, Kronkel Dom, Josef Bratan, Alberto e Palm Money)
- 2023 – Jak deszcz (con Peja e Magiera feat. Slums Attack & Tymoteusz Bies)
- 2023 – You Can't Sit with Us (con Honorata Skarbek)
- 2023 – Eskimos (con Kazior)
- 2023 – Mam tego dość (con Aleshen)
- 2023 – Spaceship (con Rowdy Rebel)
- 2023 – Rockstar
- 2023 – Voyage (con Maro Music e Bogdan Gabo)
- 2024 – Niebezpiecznie (con Szamz)
- 2024 – Samolotowy tryb (con Lil Tjay)
- 2024 – Start (con Frnkie)
- 2024 – Hotel Lobby (con Kyle Richh)
- 2024 – Pliki (con Kosior)
- 2024 – Bawimy się w życie (con Jeżowska)
- 2024 – Czeski plastik (con 2T4)
- 2024 – 911 (con Enzo EBK)
- 2024 – KFC (con Kazior)
- 2024 – Dusza (con Srno)
- 2024 – Ona mówi (con 730 Huncho e Kazior)
- 2024 – King Size (con Tomb e Syru)
- 2024 – Tom Ford (con Koneser)
- 2024 – 40 (con Ron Suno)
- 2024 – Poland Spring (con Bobby Shmurda)
- 2024 – Treningowy dres (con Francuz Mordo)
- 2024 – Grill u Gawrona (con Gawronek)
- 2025 – Hac a Dos
- 2025 – Sentymenty
- 2025 – Wychowanek getta (con DeeVoe)
- 2025 – Wracam (con Blanka e Shirak)

### Collaborazioni
- 2021 – Papuga (Mata feat. Quebonafide & Malik Montana)